# مارك والبيرغ
مارك روبرت مايكل والبيرغ (بالإنجليزية:Mark Wahlberg) (ولد في 5 يونيو 1971، في مدينة بوسطن، بولاية ماساتشوستس) هو ممثل، وعارض، ومغني، ومنتج أفلام، ومنتج أغاني، وكاتب أغاني، وصاحب مطعم، ورابر، ومنتج تلفزيوني، ومؤلف موسيقى تصويرية. بدأ حياته الفنية كعضو في فرقة نيو كيدز أون ذا بلوك (بالإنجليزية:The New Kids on the Block) الشبابية، ومن ثم كمغني منفرد ومؤدّي راب تحت اسمه الفني ماركي مارك (بالإنجليزية:Marky Mark) مع فرقته ذا فانكي بانش (بالإنجليزية:The Funky Bunch)، ومن أشهر أغانيه "Good Vibrations". كما اشتهر كموديل، وفي العديد من الإعلانات.
ومن ثم ترك مجال الغناء، ليكرّس حياته كممثل. ورُشِح لـجائزة الأوسكار، وهو أيضا منتج أفلام. قام بالتمثيل في العديد من الأفلام مثل ثلاثة ملوك، والمغادرون، والمقاتل.
انتقل والبيرغ إلي التمثيل منذ بداية حياته المهنية في الموسيقى، ليؤدي فيلمه الأول «رجل النهضة (1994)»، والبطولة الأولي في فيلم «خوف (1996) Fear». نال والبيرغ مديحًا نقديًا عن أدائه في دور الممثل الإباحي «ديرك ديغلر» في «ليال مرعبة». تحول والبيرغ إلي أفلام الأكشن ذات الميزانية الضخمة في بداية القرن الحادي والعشرين، مثل كوكب القردة (فيلم 2001)، والمهمة الإيطالية (2003). رُشِح والبيرغ لنيل جائزة الأوسكار لأفضل ممثل مساعد عن أدائه في دور ضابط الشرطة في فيلم دراما الجريمة «المغادرون (2006)». رُشِح لجائزة غولدن غلوب لأفضل ممثل - فيلم دراما، عن دوره في فيلم السيرة الرياضية والدراما «المقاتل (2010)»، والذي مثّل فيه دور البطولة بشخصية ميكي وارد. أدى والبيرغ أدوار الكوميديا بنجاح بدايةً من 2010، مثل دوره في الرجال الآخرون (2010)، ومنزل أبي (2015)، والفيلم المكمل له في عام 2017، وتيد (2012)، والمكمل له في عام 2015، وأصبح البطل في سلسلة افلام المتحولون (2014-2017). كان أفضل ممثل محترف في العالم لسنة 2017.
عمل والبيرغ في وظيفة المدير التنفيذي لأربع مسلسلات من إنتاج شبكة إتش بي أو: مسلسل الدراما والكوميديا أنتوراج (2004-2011)، ومسلسل دراما الجريمة إمبراطورية بوردووك (2010-2014)، ومسلسل الدراما والكوميديا كيف تفعلها في أمريكا (2010-2011)، وبالرز (2015-2019). يشارك والبيرغ في ملكية سلسلة والبيرغ، ومثَّل في مسلسل تلفزيون الواقع عنها. نال والبيرغ نجمة في ممر الشهرة في هوليوود في عام 2009/2010.

## النشأة
ولد والبيرغ في دورشيستر، بوسطن، ماساتشوستس، أصغر إخوته، وهم الممثل روبرت والممثل والمطرب دوني. كانت أمه ألما إلاني (باسم دونلي عند الميلاد)، موظفة في المصرف ومسعفة، ووالده دونالد إدموند والبيرغ عمل في وظيفة موصل وجبات. طُلق والداه في عام 1982، فقسم مارك وقته عليهما بعد ذلك. كان والده سويديًا من أصل إيرلندي، وأمه إيرلندية ولها أصول إنجليزية وفرنسية كندية. نشأ والبيرغ في أحضان تربية كاثوليكية رومانية، وحضر مدرسة سنودن الدولية في شارع نيوبوري في بوسطن. أدمن والبيرغ الكوكاين بعمر الثالثة عشر، وأدمن غيره من المواد المخدرة أيضًا. لم ينل دبلومة المدرسة الثانوية حتى يونيو من عام 2013.

### الاعتقالات والجنايات
طارد والبيرغ وأصدقاؤه ثلاثة أطفال سود في يونيو عام 1986 أثناء صياحهم بعبارة «اقتلوا الزنجي، اقتلوا الزنجي»، وتزامن ذلك مع إلقاء الحجارة عليهم. طارد والبيرغ وآخرون مجموعة أخرى من أطفال المدرسة في اليوم التالي، وانطلقوا في رحلة ميدانية على الشاطئ، وصاحوا بهتافات عنصرية فيهم، وألقوا عليهم الحجارة، و«تجمعوا مع الذكور البيض الآخرين» الذين انضموا لعملية التحرش. حُركت دعوى مدنية ضد والبيرغ في أغسطس عام 1986؛ لانتهاكه الحقوق المدنية لضحاياه، وسويت القضية في الشهر التالي.
تحرش والبيرغ برجل فيتنامي في منتصف العمر بالشارع في إبريل عام 1988، وأطلق عليه لقب «الفيتنامي الوغد» فطرحه أرضًا مغشيًا عليه بضربه بعصا خشبية. هاجم والبيرغ فيتناميًا آخر في نفس اليوم، وضربه في عينه. عندما اعتُقل والبيرغ وعاد إلى مسرح الجريمة الأولى، أخبر ضابط الشرطة: «سأخبرك أن هذا الوغد من ضربته على رأسه.» لاحظ المحققون أن والبيرغ أصدر «عبارات اجتماعية مشينة عن الغوك». اتُهم والبيرغ بالشروع في قتل، وثبتت إدانته في جناية التحرش، فحُكم عليه بسنتين في السجن، ولكنه قضى 45 يومًا فقط من عقوبته. اعتقد والبيرغ أنه كان سببًا في إصابة الضحية الثانية (جوني ترينه) بالعمى الدائم في عين واحدة، ولكن الرجل يعترف أنه فقد عينه بسنوات قبل حرب فيتنام.

## الأفلام
- (1996) خوف
- (1999) ثلاثة ملوك
- (2001) كوكب القردة
- (2003) المهمة الإيطالية
- (2005) أربعة إخوة
- (2006) الذي لا يقهر
- (2006) المغادرون
- (2007) القناص
- (2007) نحن نملك الليل
- (2008) ماكس باين
- (2008) الحدث
- (2009) العظام المحبوبة
- (2010) ليلة موعد
- (2010) المقاتل
- (2010) الشخصان الآخران
- (2012) تيد
- (2013) ألم وربح
- (2013) المدينة المحطمة
- (2013) ناج وحيد
- (2013) مسدسان
- (2014) المتحولون: عصر الانقراض
- (2015) تيد 2
- (2015) داديز هوم
- (2016) ديب واتر هورايزن
- (2016) يوم الوطنيين
- (2017) المتحولون: آخر فارس
- (2017) كل المال في العالم
- (2018) ميل 22
- (2022) أنشارتد (فيلم)

## الترشيحات والجوائز

### الأوسكار
- أفضل ممثل مساعد عام 2007 عن فيلم The Departed

### الغولدن غلوب
أفضل ممثل مساعد عام 2007 عن فيلم The Departed
أفضل ممثل عام 2011 عن فيلم The Fighter

## وصلات خارجية
- مارك والبيرغ على موقع IMDb (الإنجليزية)
- مارك والبيرغ على موقع ميتاكريتيك (الإنجليزية)
- مارك والبيرغ على موقع الموسوعة البريطانية (الإنجليزية)
- مارك والبيرغ على موقع مونزينجر (الألمانية)
- مارك والبيرغ على موقع قاعدة بيانات الأفلام العربية
- مارك والبيرغ على موقع ألو سيني (الفرنسية)
- مارك والبيرغ على موقع ميوزك برينز (الإنجليزية)
- مارك والبيرغ على موقع تيرنر كلاسيك موفيز (الإنجليزية)
- مارك والبيرغ على موقع أول موفي (الإنجليزية)
- مارك والبيرغ على موقع بوكس أوفيس موجو (الإنجليزية)
- مارك والبيرغ في موقع أي إم دي بي.